# Interhomes
Die Interhomes AG (Eigenschreibweise: INTERHOMES) ist ein deutscher, überregional tätiger Bauträger mit Sitz in Bremen.

## Unternehmensgeschichte
Gegründet wurde das Unternehmen 1968 von Karl H. Grabbe, Madelet Grabbe und John L. Vanco. Ihr Leitgedanke war „Bezahlbare Häuser für das kleine Portemonnaie“.
Das erste Grundstück des Unternehmens („Sonnengrund“) 1969 befand sich am Bremer Stadtrand, in Weyhe/Leeste im niedersächsischen Umland. Nach amerikanischem Vorbild wurden hier vollständig eingerichtete Musterhäuser präsentiert, über die der Verkauf der ersten 69 Häuser des Unternehmens erfolgte. Das Unternehmen folgte damit dem amerikanischen Vorbild eines Musterhauses: Nach dem Motto „You get what you see“ wird dem Interessenten ein exemplarisches Haus präsentiert.
Seit der Unternehmensgründung wurden bundesweit mehr als 14.000 Wohneinheiten verkauft.

## Insolvenz
Interhomes hat am 8. Juli 2025 beim Bremer Amtsgericht Antrag auf Insolvenz gestellt, nachdem die Nachfrage der Kunden aufgrund gestiegener Baukosten und Zinsen zurückgegangen ist und ein zuvor geplanter Einstieg des Bremer Unternehmensgruppe Zech Group bei Interhomes nicht zustande gekommen ist.
Auch die Interhomes-Tochter Projektgesellschaft Gartenstadt Werdersee hat kurz darauf Insolvenz beantragt.

## Konzernstruktur
Interhomes ist eine Aktiengesellschaft in Familienbesitz und nicht börsennotiert. In Bauprojekten verkauft das Unternehmen Reihen-, Doppel- und Einfamilienhäuser sowie Eigentumswohnungen.
Zur Interhomes-Gruppe gehören verschiedene Tochter- und Beteiligungsgesellschaften, die teilweise für Bauprojekte gegründet wurden.